# HMS Voracious (P78)
Le HMS Voracious (pennant number : P78) est un sous-marin de classe V de la Royal Navy.

## Engagements
Le HMS Voracious fut commandé le 21 mai 1942 et construit par Vickers-Armstrongs à Newcastle upon Tyne, au Royaume-Uni. Sa quille est posée le 27 octobre 1942, il est lancé le 11 novembre 1943 et mis en service le 13 avril 1944. Son nom signifie « vorace » en anglais. Et de fait, son insigne représentait un grand requin blanc, espère connue pour dévorer n'importe quoi.
Le 15 septembre 1944, le HMS Voracious tire trois torpilles contre le chasseur de sous-marins auxiliaire allemand UJ 2110, à 5 milles marins au nord de l’île de Skópelos, en Grèce. Toutes les torpilles manquent leur cible. Deux jours plus tard, le septembre, il tire quatre torpilles contre un navire marchand dans le canal de Skopelos. Encore une fois, les quatre torpilles manquent leur cible.
Le HMS Voracious est ferraillé à Cochin, en Inde, le 19 mai 1946.